# David Cohen Nassi
David Cohen Nassi (1612 – 1700 circa) è stato un mercante, esploratore ebreo olandese, che ha contribuito alla fondazione delle prime colonie ebraiche in Sudamerica.

## Biografia
David Cohen Nassy era un ebreo olandese di origini portoghesi, agricoltore e mercante del XVII secolo, che ha contribuito all'insediamento di famiglie ebree olandesi sull'isola delle Antille di Curaçao, poi a Caienna, allora sotto il controllo delle Province olandesi, con Isaac Da Costa.
Aveva diversi pseudonimi, Cristovão de Távora (il suo antroponimo cristiano) o José Nunes da Fonseca (il suo pseudonimo commerciale).
Nato nel 1612, partecipò alla storia di Pernambuco, quando gli olandesi conquistarono questa provincia brasiliana (colonia portoghese) tra il 1630 e il 1635, poi ritornò a Amsterdam.
Nel 1652 condusse delle famiglie ebree nel territorio olandese di Curaçao. L'anno precedente, nel 1651, un primo flusso condotto da João d'Ylan aveva portato da 10 a 12 famiglie della comunità ebraica portoghese di Amsterdam a fondare una Congregazione Mikveh Israel, sulla piantagione "De Hoop" ("speranza" in olandese).
Nel 1659 David Cohen Nassi, tornato dal Brasile a Amsterdam, ricevette finalmente il permesso di fondare una colonia in Caienna, allora sotto il dominio olandese, cosa che fece nel 1660. Joao d’Ylan di Curaçao partecipò inoltre alla fondazione della comunità ebraica di Caienna. I due uomini hanno voluto lasciare Curaçao in un momento in cui l'isola non ospitava ancora schiavi, i primi non apparvero che dopo il 1658..
La terza organizzazione del raggruppamento, la più importante, fu opera del responsabile dei giudei "granas" di Livorno, Paulo Jacomo Pinto, che organizzò tre convogli nel 1659 e 1660, perché era preoccupato per l'arrivo di poveri ebrei nella sua città, causata dalla persecuzione degli ebrei sefarditi subita a Orano (oggi Algeria), all'epoca spagnola.
Il suo amico Paulo Jacomo Pinto ottenne il trasporto nel 1658 e nel 1659 di due gruppi di ebrei, il secondo di 120 persone, passando per la Zelanda. Un terzo gruppo di 152 ebrei di Livorno arrivò sul Monte de Cisne il 20 luglio 1660, mentre la sua destinazione doveva essere la Caienna. Tra questi, il famoso poeta spagnolo ebreo Daniel Levi de Barrios, la cui moglie Debora morì a Tobago. Nel gennaio 1661, Paulo Jacomo Pinto si preoccupò per la sorte degli ebrei deviati per un motivo sconosciuto a Tobago e lasciati in miseria, mentre dovevano radunarsi a Caienna.
Nel 1667 il governatore spagnolo di Orano dichiarò anche l'espulsione di tutti gli ebrei e marrani convertiti. Questi si riunirono agli altri ebrei di Orano, che si erano trasferiti a Livorno dopo l'occupazione spagnola di Orano nel 1509. Questi convertiti, i marrani, poterono tornare così al giudaismo.
Il numero di ebrei "granas" nel porto del Granducato di Toscana di Livorno aumentò di trenta volte in un secolo, passando da 114 nel 1601 a circa 3.000 nel 1689. Fu soprattutto nell'anno 1660 che Livorno centralizzò i rifugiati perseguitati dalle autorità spagnole a Orano, la maggior parte dei quali parlavano spagnolo e non avevano mai conosciuto altri paesi. Paulo Jacomo Pinto volle raccoglierli nella costa selvaggia caraibica (America del Sud), passando prima attraverso Tobago al largo della costa del Venezuela, che era stata colonizzata da ebrei olandesi di Amsterdam dal 1622 sulla scia del precedente periodo di presenza fiamminga dell'impero spagnolo, poi olandese, intorno alle saline di Punta Araya di fronte a Cumaná e l'isola di Margarita.
David Cohen Nassi e Paulo Jacomo Pinto proposero la creazione di un Villaggio ebraico autonomo vicino al sito di Thorarica (Jodensavanne), abitata dagli ebrei olandesi fin dal 1620, idea accettata dalle autorità britanniche, che offrirono cinque ettari di terra non lontano dal fiume Suriname, per creare il villaggio di Cassipora, dal nome dell'insenatura dove si trova. La posizione del villaggio rimane incerta a tutt'oggi, ma il suo cimitero, il più antico cimitero ebraico nella colonia, è stato trovato. L'epitaffio più antico è datato 1666. Sotto l'influenza di Samuel Nassi, figlio di David Cohen Nassi, la località ottenne una rappresentanza nell'amministrazione della colonia del Suriname e si dotò di imbarcazioni permettendo un commercio fluviale.
Durante il solo anno 1660, furono 152 gli ebrei che si stabilirono a Caienna. Ma nel 1664 la caduta di questa colonia, per opera degli inglesi (che poi non si insediarono), li costrinse a fuggire in Suriname, che gli olandesi avevano occupato più di 60 anni prima.
Nel 1664, con l'arrivo dei francesi a Caienna, gli olandesi si arresero senza combattere, ma ottenendo la garanzia di professare liberamente la loro religione. Tuttavia, i due terzi degli ebrei di Remire, circa 300 persone, partirono per stabilirsi in Suriname.
Un altro mercante ebreo di Recife, Isaac Da Costa, partecipò agli insediamenti a Curaçao, poi in Caienna ed infine nel Suriname.
Verso il 1693, gli insediamenti si fecero attorno alla costa di Tucacas, in Venezuela.

## Famiglia
Sposò Ribca (Maria) Drago ed ebbero 12 figli. David visse ad Amsterdam e fu autorizzato nel 1662 da Abraham Cohen a trasferirsi in Caienna (oggi Guiana francese). Nel 1664 andò in Caienna con un grande gruppo di ebrei, ma gli fu impedito di insediarsi nelle piantagioni in Caienna. David e il suo gruppo di ebrei si trasferirono nel Suriname e si insediarono nella Jodensavanne lungo il fiume Suriname.